# Tathothripa
Tathothripa is een geslacht van vlinders van de familie visstaartjes (Nolidae), uit de onderfamilie Chloephorinae.

## Soorten
- T. arcuosa Bethune-Baker, 1906
- T. continua Walker, 1862